# Aziatische Winterspelen 1990
De tweede Aziatische Winterspelen werden gehouden van 9 maart 1990 tot 14 maart 1990, in Sapporo, Japan. Het was de tweede keer op rij dat de stad de Spelen mocht ontvangen na technische en financiële problemen van India, waar de Spelen normaal hadden moeten doorgaan.
De officiële opening in het Makomanai Okunai Kyōgijō-stadion werd verricht door Akihito, de atleteneed werd afgelegd door Seiko Hashimoto

## Sporten
- Alpineskiën
- Biatlon
- IJshockey
- Kunstschaatsen
- Langlaufen
- Schaatsen (zie Schaatsen op de Aziatische Winterspelen 1990)

## Deelnemende landen
- China
- Chinees Taipei
- Hongkong
- India
- Iran
- Japan
- Mongolië
- Noord-Korea
- Filipijnen
- Zuid-Korea

## Medaillespiegel
| Medaillespiegel |             |      |        |        |        |
| Rang            | Land        | Gold | Silver | Bronze | Totaal |
| 1               | Japan       | 18   | 16     | 16     | 50     |
| 2               | China       | 9    | 9      | 8      | 26     |
| 3               | Zuid-Korea  | 6    | 7      | 8      | 21     |
| 4               | Noord-Korea | 0    | 1      | 3      | 4      |
| 5               | Mongolië    | 0    | 0      | 1      | 1      |
| Totaal          |             | 33   | 33     | 36     | 102    |

1986 · 
1990 · 
1996 · 
1999 · 
2003 · 
2007 · 
2011 · 
2017 · 
2025 · 
2029